# باری دارسو
باری دارسو (انگلیسی: Smash؛ زادهٔ ۶ اکتبر ۱۹۵۹) کشتی‌گیر کشتی حرفه‌ای اهل ایالات متحده آمریکا است.